# 동인 (붕당)
동인(東人)은 민본주의 군주제 국가 조선 시대의 붕당 정치의 한 가지를 구성한 초기의 당파이며, 1575년(선조 8)에 동서분당(東西分黨)으로 인하여 생긴 당파 가운데 하나인데, 정여립의 옥사를 계기로 서인에 대한 원한이 커지면서 강경론을 주장하는 북인과 온건론을 주장하는 남인으로 분열되어 1589년 해체된다.
1567년 이후 몰락한 훈구파와 훈구파 가운데 비주류인 절의파(청담파)를 흡수하여 당세를 확장하려 했으나 실패했고, 초대 당수는 김효원이다.

## 주요 인물
- 허엽
- 이발
- 정개청
- 정언신
- 정여립
- 류성룡
- 이황
- 기자헌
- 이덕형
- 이원익
- 김우옹
- 김효원
- 최영경

## 구성
사림파 가운데 기존 훈구파에 강한 비판 의식 있는 젊은 관료를 중심으로 성립한 당파다. 선조 초 김효원과 심의겸에서 비롯한 당파이며, 그 명칭은 김효원의 집이 서울의 동쪽에 있던 데서 유래한다. 1573년경 이조 전랑의 자리를 놓고 김효원을 제수하려 한 세력과 심의겸의 아우 심충겸을 제수하려 한 세력이 서로 대립한 일을 계기로 각각 동인과 서인으로 나뉘었다.
동인은 주로 신진 학자로 구성되었고, 이황의 영남학파와도 관계가 있다. 그 중심 인물은 류성룡·이산해 등이며, 1584년(선조 17년) 동인 득세 이후 격렬한 당쟁이 시작되었다.
학문적으로는 이황, 조식, 서경덕 등의 학문적 전통을 계승하였고, 지역적으로는 영남, 강원에 기반을 두었으며, 시기적으로는 사림파가 본격적으로 집권한 선조 때 처음 등용된 신진 관료들이 중심 세력이었다. 선조 때에 기존 훈척정치에 대한 강경파의 입장을 대변하며 서인(西人)과 대립하였다. 후에 조식 학파인 북인(北人)과 이황 학파인 남인(南人)으로 갈라져 사색당파(四色黨派)를 형성하게 된다.
초기에는 김효원이 당을 이끌다가 김효원 사후 파벌이 나뉘면서 류성룡, 김성일의 남인, 이산해, 정인홍 등의 북인으로 나뉜다. 대표적 인물로는 김성일, 김효원, 류성룡, 이덕형, 이산해, 정여립 등이 있다.

## 기타
학문, 이념적으로는 이황, 이언적, 서경덕, 조식 계열이었다. 이 가운데 동인이 남북으로 분당될 때 이황, 이언적 계열은 더 온건한 남인으로, 서경덕, 조식 계열은 행동, 실천파적 성격의 북인으로 나뉜다.

## 같이 보기
- 서인
- 남인 / 북인
- 노론
- 소론